# Grove Street Cemetery
Grove Street Cemetery ou Grove Street Burial Ground é um cemitério em New Haven, Connecticut, que é cercado pelo campus da Universidade Yale. Foi organizado em 1796 como cemitério de New Haven e incorporado em outubro de 1797 para substituir o cemitério de New Haven Green, que estava lotado. O primeiro cemitério privado sem fins lucrativos do mundo, foi um dos primeiros a ter um layout planejado, com lotes de propriedade permanente de famílias individuais, um arranjo estruturado de plantações ornamentais e ruas e avenidas pavimentadas e nomeadas. Ao introduzir ideias como memoriais permanentes e a santidade do corpo morto, o cemitério tornou-se "um verdadeiro ponto de virada ... toda uma redefinição de como as pessoas viam a morte e o morrer", segundo o historiador Peter Dobkin Hall.

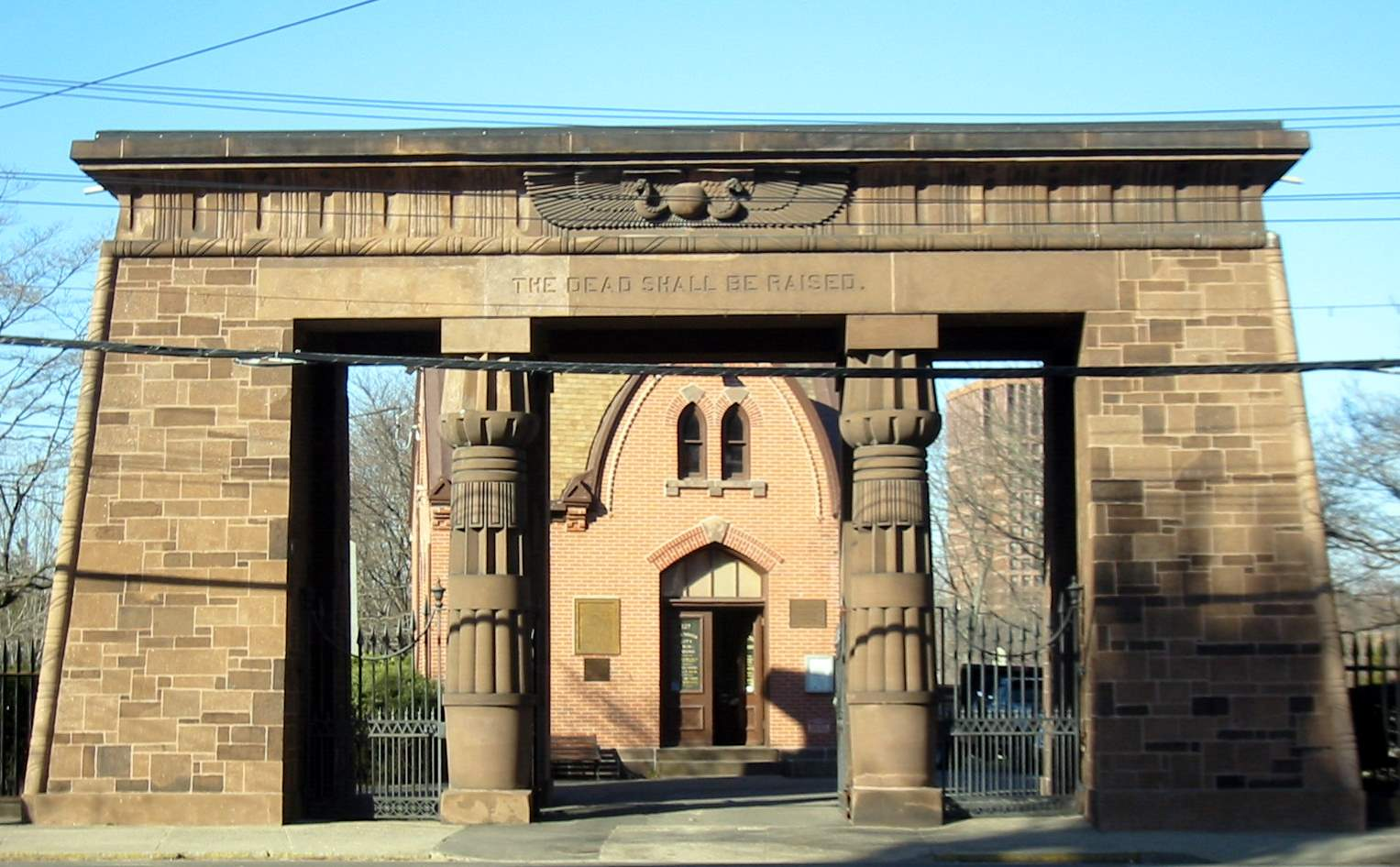
Portão de entrada.

Muitos notáveis luminares de Yale e New Haven estão enterrados no cemitério de Grove Street, incluindo 14 presidentes (reitores) de Yale. No entanto, o cemitério não se restringia a membros da classe alta e estava aberto a todos.
Em 2000, o cemitério de Grove Street foi designado um Marco Histórico Nacional.

## Sepultamentos notáveis e memoriais

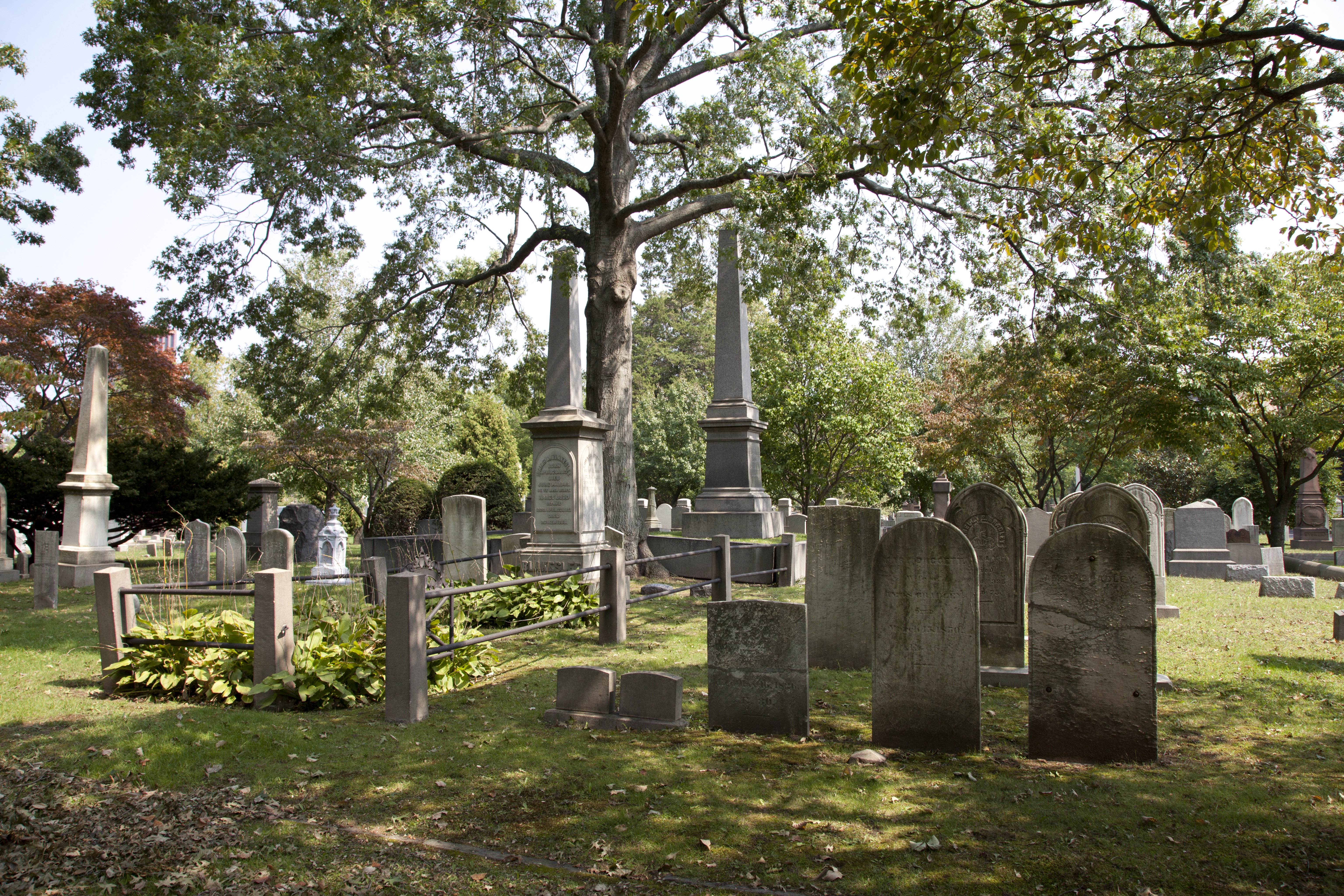
Sepulturas familiares de 1848–1850

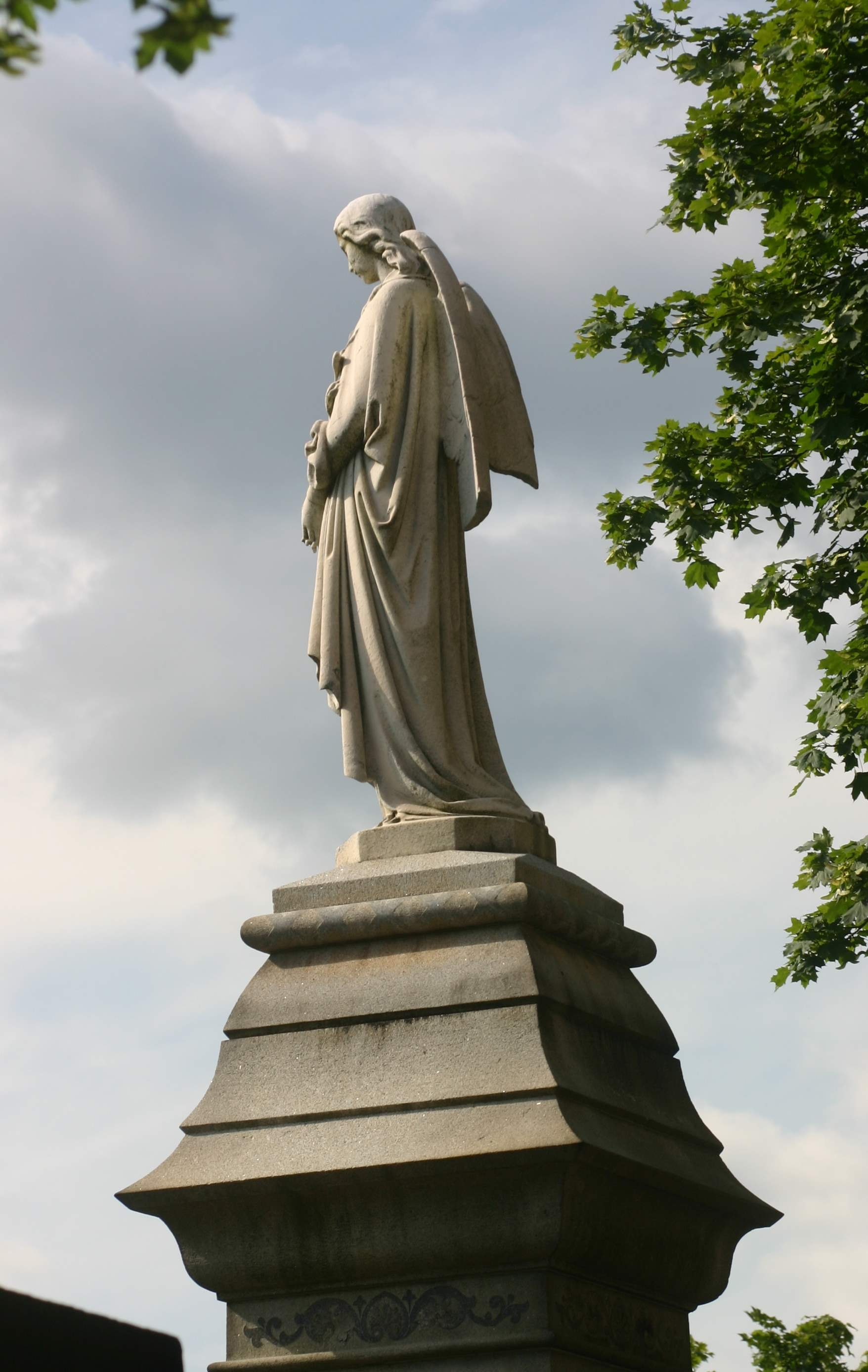

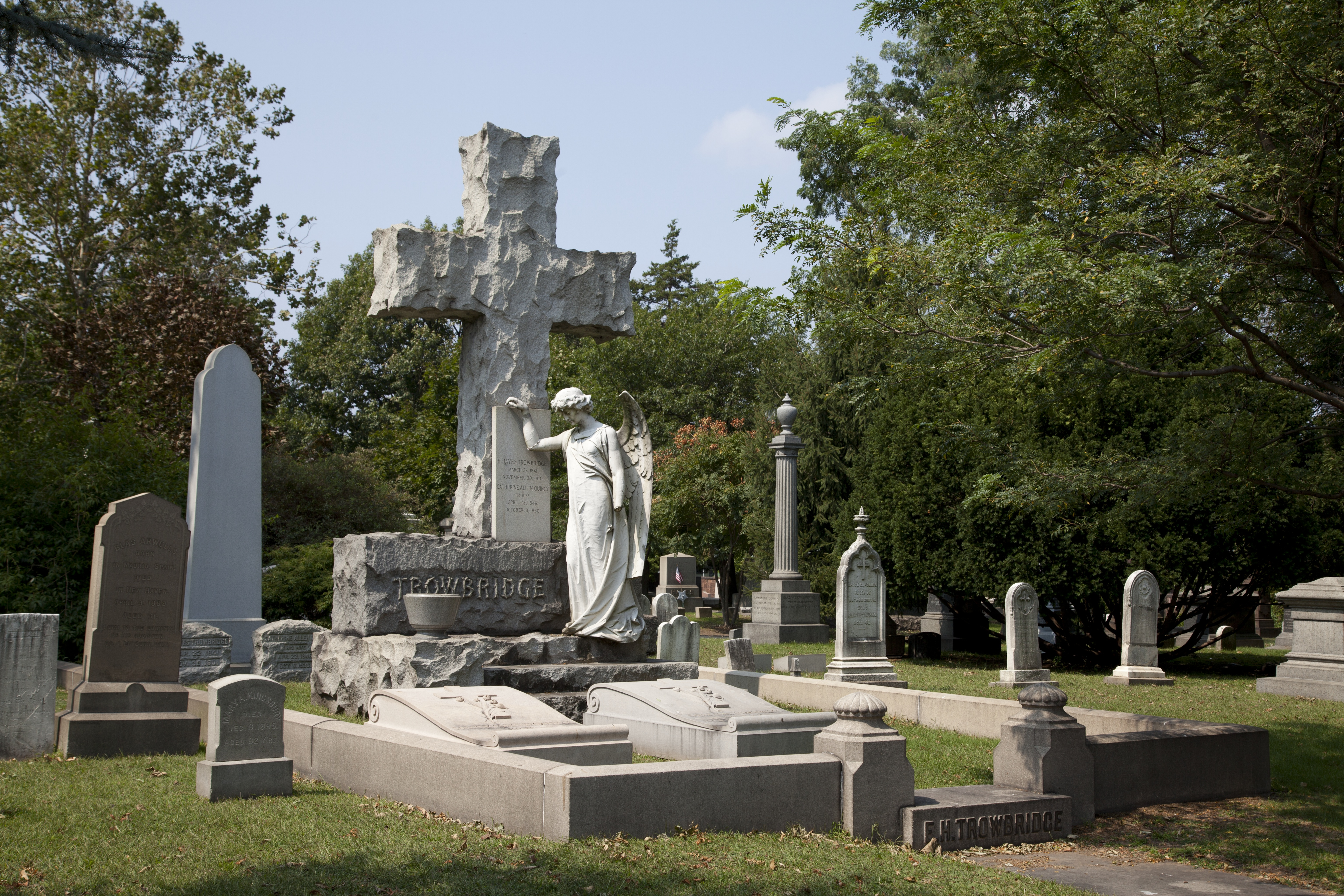
Sepultura de E. H. Trowbridge e Grace Allen Quincy Trowbridge

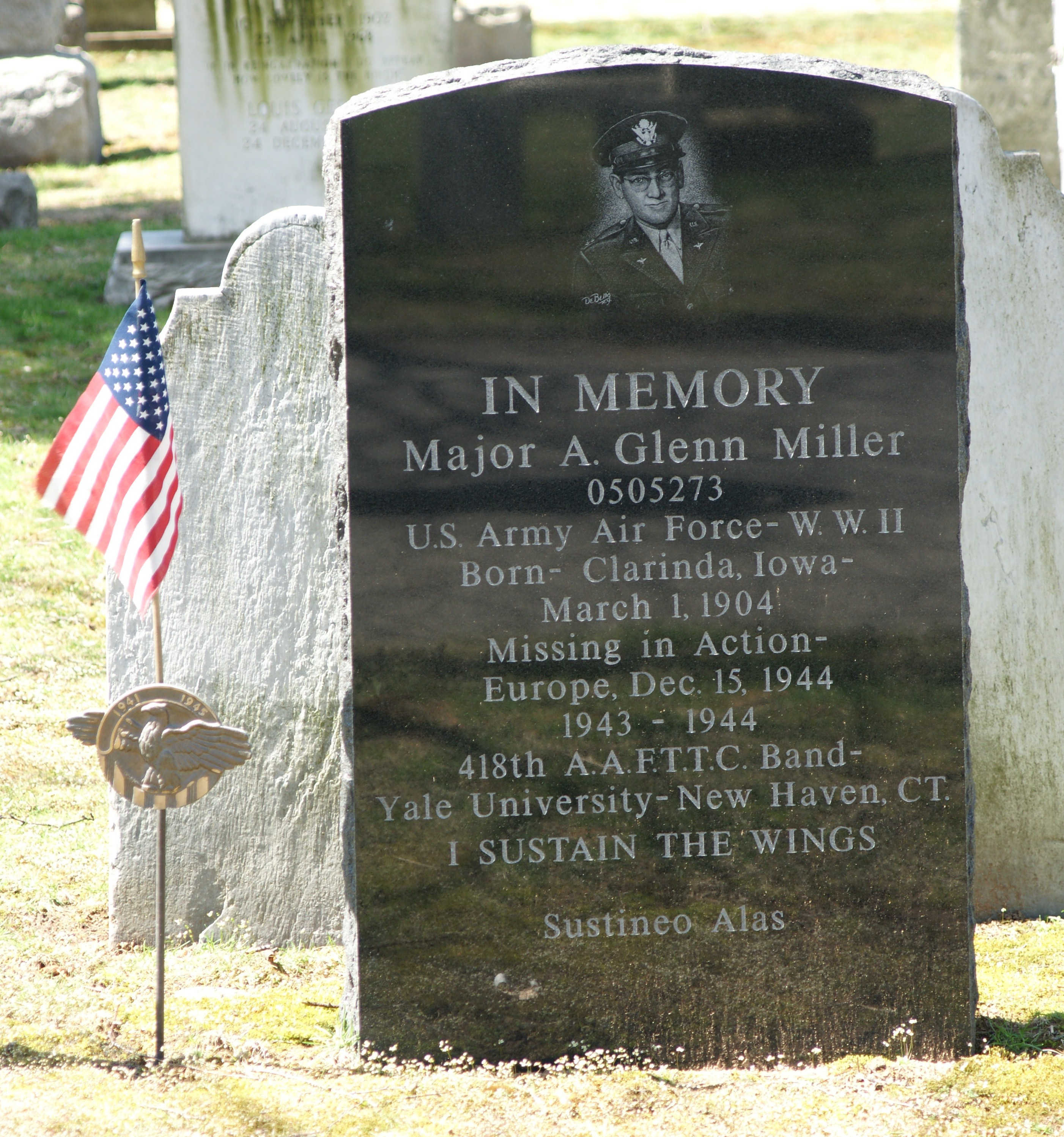
Monumento a Glenn Miller

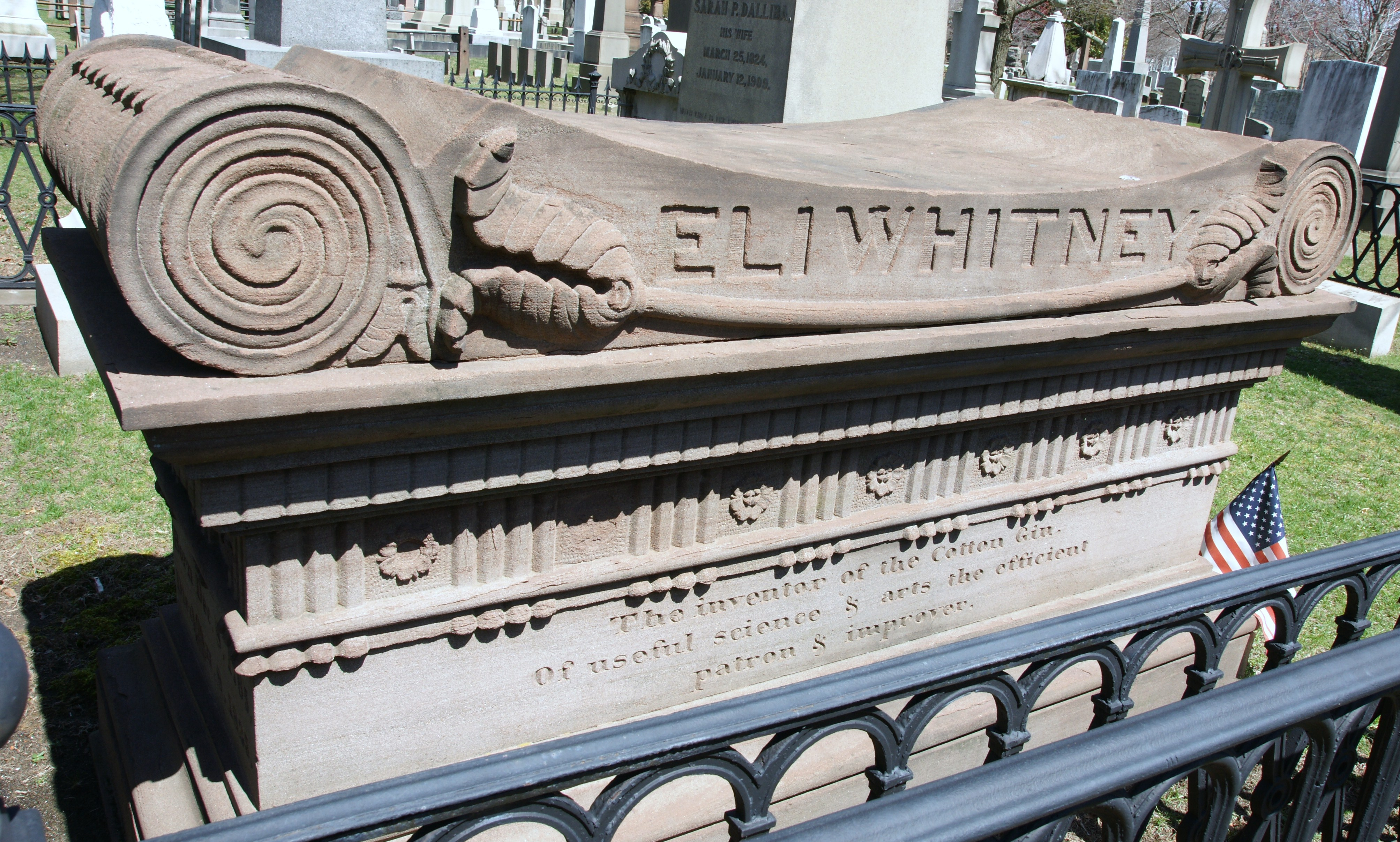
Lado sul do monumento de Eli Whitney

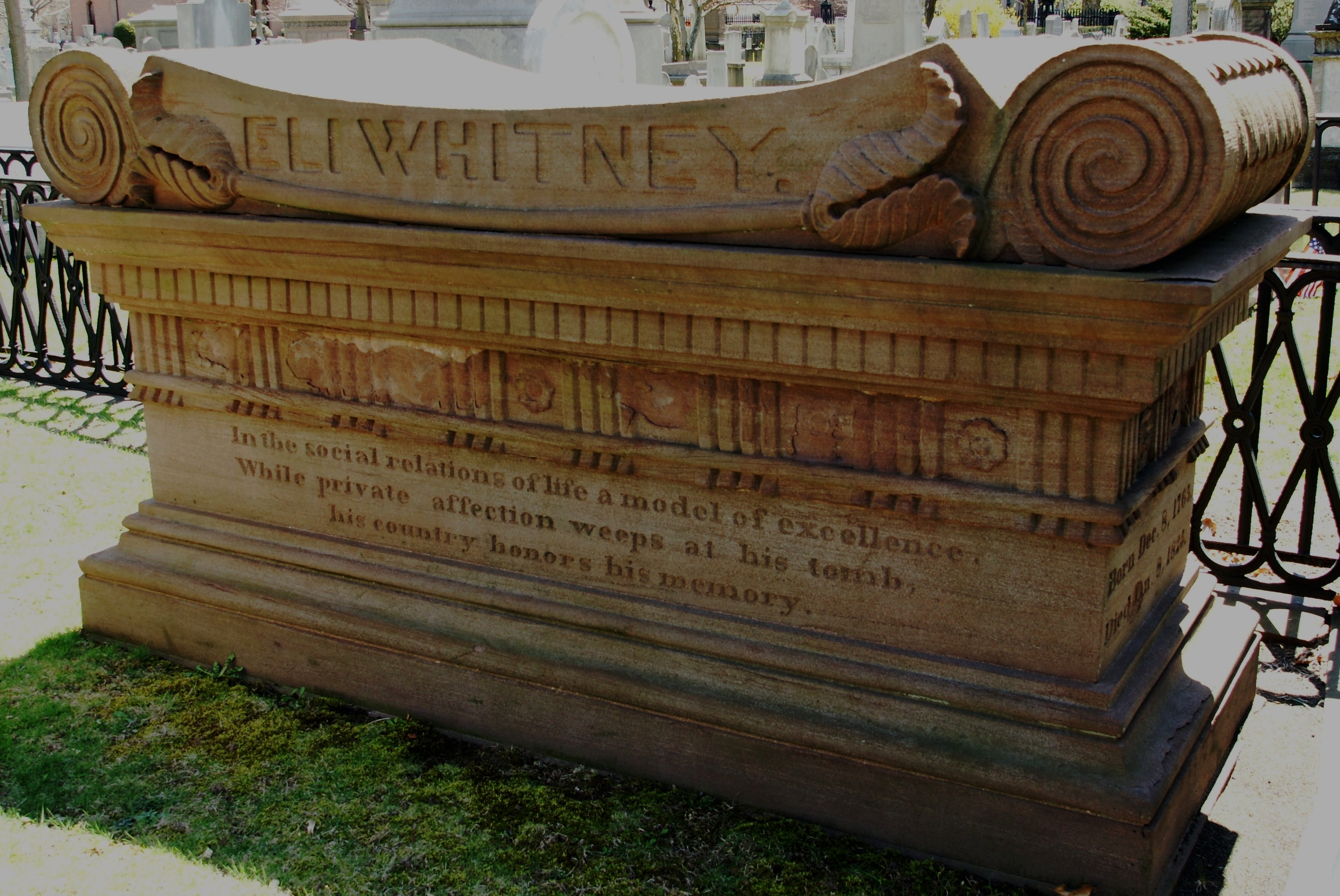
Lado norte do monumento de Eli Whitney

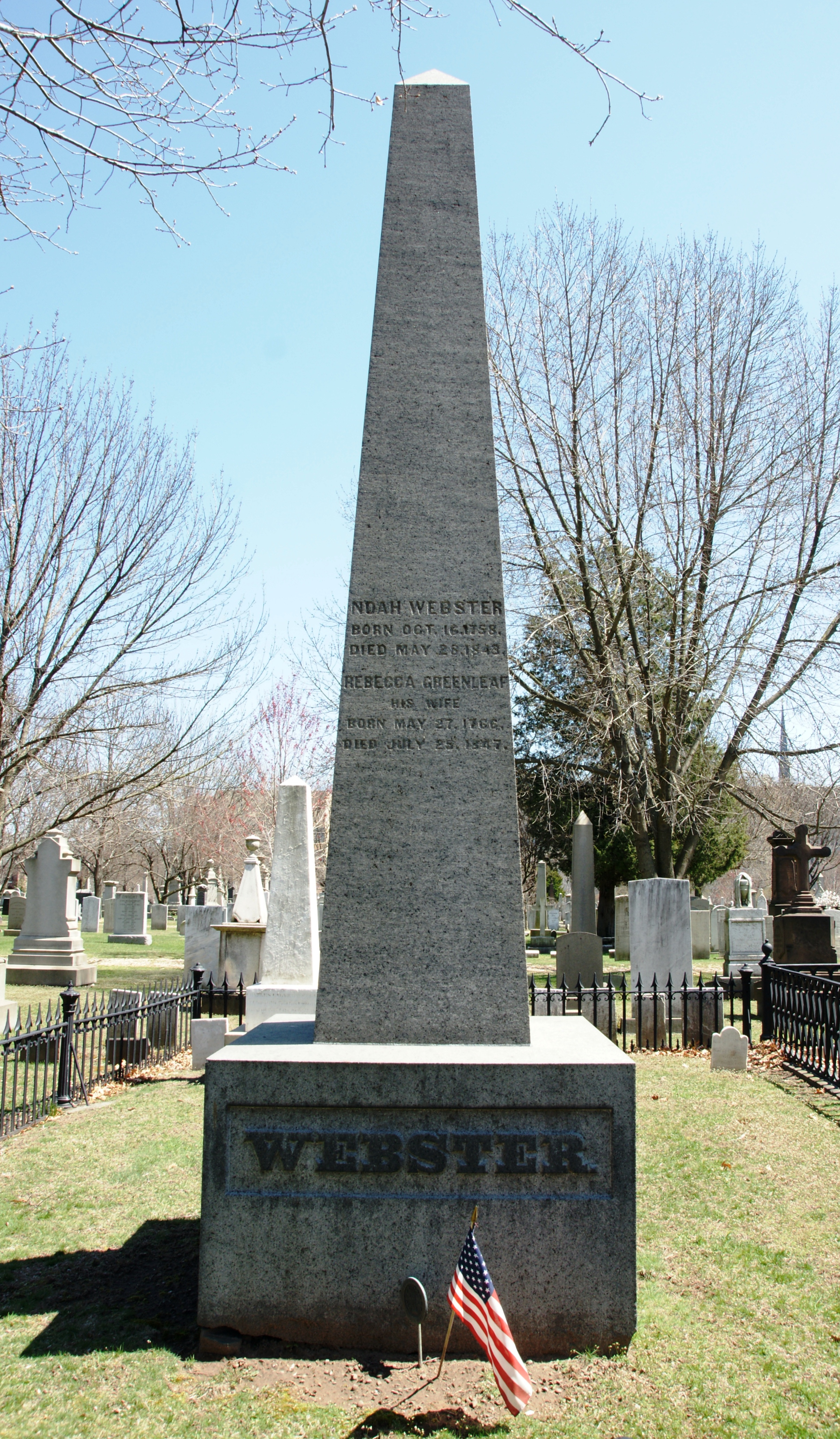
Sepultura de Noah Webster

- James Rowland Angell (1869–1949) — reitor da Universidade Yale
- Kan'ichi Asakawa (1873–1948) — historiador
- Jehudi Ashmun (1794–1828) — líder religioso
- Hezekiah Augur (1791–1858) — escultor
- Henry Austin (1804–1891) — arquiteto
- Alice Mabel Bacon (1858–1918) — educadora
- Delia Bacon (1811–1859) — escritora
- Leonard Bacon (1802–1881) — pregador
- Charles Montague Bakewell (1867–1957) — político
- Roger Sherman Baldwin (1793–1863) — governador de Connecticut
- Simeon Baldwin (1761–1851) — prefeito de New Haven
- Simeon Eben Baldwin (1840–1927) — governador de Connecticut
- Ida Barney (1886-1982) — astrônoma estadunidense
- Lyman Beecher (1775–1863) — abolicionista, pai de Harriet Beecher Stowe e Henry Ward Beecher
- Hiram Bingham I (1789–1869) — missionário havaiano
- Eli Whitney Blake (1795–1886) — fabricante e inventor
- William Whiting Boardman (1794–1871) — político
- Edward Gaylord Bourne (1860–1908) — historiador e educador
- Phineas Bradley (1745–1797) — soldado
- Kingman Brewster, Jr., (1919–1988) — reitor da Universidade Yale
- William Bristol (1779–1836) — prefeito de New Haven
- Arthur E. Case (1894–1946) — professor
- George Edward Day (1814–1905) — revisor da Bíblia
- Jeremiah Day (1773–1867) — reitor da Universidade Yale
- Timothy Dwight IV (1752–1817) — reitor da Universidade Yale
- Timothy Dwight V (1829–1916) — reitor da Universidade Yale
- Theophilus Eaton (1590–1657) — primeiro governador de New Haven
- Henry W. Edwards (1779–1847) — senador, governador de Connecticut
- Pierpont Edwards (1750–1826) — delegado do Congresso Continental
- Jeremiah Evarts (1781-1831) — escritor
- Henry Farnham (1836–1917) — mercador e filantropo
- George Park Fisher (1827–1902) — historiador e teólogo
- Andrew Hull Foote (1806–1863) — oficial naval
- A. Bartlett Giamatti (1938–1989) — reitor da Universidade Yale
- Josiah Willard Gibbs, Sr. (1790–1861) — professor da Yale Divinity School
- Josiah Willard Gibbs (1839–1903) — cientista, "Pai da Termodinâmica"
- Chauncey Goodrich (1790–1860) — professor de Yale
- Elizur Goodrich (1761–1849) — prefeito de New Haven
- Charles Goodyear (1800–1860) — inventor da vulcanização
- Alfred Whitney Griswold (1906–1963) — reitor da Universidade Yale
- Henry Baldwin Harrison (1821–1901) — governador de Connecticut
- James Hillhouse (1754–1832) — político
- James Mason Hoppin (1820–1906) — professor de religião e arte
- Leverett Hubbard (1725-1795) — soldado, médico e farmacêutico
- David Humphreys (1752–1818) — ajudante de campo do general George Washington
- Charles Roberts Ingersoll (1821–1903) — governador de Connecticut
- Eli Ives (1779–1861) — professor de medicina
- Chauncey Jerome (1793–1868) — prefeito de New Haven, relojoeiro
- John Gamble Kirkwood (1907–1959) — químico
- Elias Loomis (1811–1889) — matemático e astrônomo
- Samuel Mansfield (1717–1775) — primeiro xerife de New Haven
- Othniel Charles Marsh (1831–1899) — paleontólogo
- Hubert Anson Newton (1830–1896) — meteorologista e matemático

- George Henry Nettleton (1874–1959) — escritor
- Denison Olmsted (1791–1859) — professor de medicina
- Lars Onsager (1903–1976) — químico laureado com o Nobel de Química
- Timothy Pitkin (1766–1847) — político
- Noah Porter (1811–1892) — clérigo, presidente do Yale College
- Joel Root (1770–1847) — viajante, escritor
- Charles Seymour (1885–1963) — reitor da Universidade Yale
- Benjamin Silliman (1779–1864) — pioneiro da educação científica
- Benjamin Silliman, Jr. (1816–1885) — químico e geólogo de Yale. Primeiro a sugerir alguns usos práticos do petróleo
- Ezra Stiles (1727–1795) — reitor da Universidade Yale
- Henry Randolph Storrs (1787–1837) — jurista
- Ithiel Town (1784-June 12, 1844) — arquiteto e engenheiro civil
- Martha Townsend (1753–1797) — primeiro sepultamento no Grove Street Cemetery
- William Kneeland Townsend (1849–1907) — jurista
- Henry H. Townshend (1874–1953) — proprietário e historiador do Grove Street Cemetery
- Timothy Trowbridge (1631–1734) — mercador, soldado e político
- Louisa Caroline Huggins Tuthill (1799—1879) — autora de livros infantis
- Alexander Catlin Twining (1801–1884) — inventor do primeiro sistema prático de gelo artificial
- Noah Webster (1758–1843) — lexicógrafo, publicador de dicionário
- Nathan Whiting — soldado, coronel da Guerra dos Sete Anos
- Eli Whitney (1765–1825) — inventor do descaroçador de algodão
- Theodore Winthrop (1828–1861) — major, Exército dos Estados Unidos. Primeira vítima de New Haven da Guerra Civil.
- Melancthon Taylor Woolsey (1717–1758) — coronel do Exército Colonial
- Theodore Dwight Woolsey (1812–1889) — abolicionista, reitor da Universidade Yale
- David Wooster (1711–1777) — Sepultado em Danbury (Connecticut) mas memorializado no Grove Street Cemetery.[5] Major General, 7º na classificação abaixo de Washington. Morto em ação.
- Mary C. Wright (1917–1970) — educadora e historiadora, primeira mulher a tornar-se professora plena em Yale